# A Quiet Place Part II
A Quiet Place Part II är en amerikansk science fiction-skräckfilm från 2021. Filmen har regisserats av John Krasinski, som också skrivit manus. Filmen är en fortsättning på A Quiet Place och hade svensk premiär den 11 juni 2021, utgiven av Paramount Pictures. Den blev också tillgänglig att strömma på Paramount+.

## Handling
Filmen handlar om familjen Abbott som kämpar för att överleva i en post-apokalyptisk värld. Deras främsta hot utgörs av blinda utomjordiska varelser med ett mycket väl utvecklat hörselsinne. I den andra filmen flyttar familjens kamp för att överleva utomhus.

## Rollista (i urval)
- Emily Blunt − Evelyn Abbott
- Cillian Murphy – Emmett
- Millicent Simmonds – Regan Abbott
- Noah Jupe – Marcus Abbott
- Djimon Hounsou – Mannen på ön
- John Krasinski – Lee Abbott
- Scoot McNairy – Marina Man
- Okieriete Onaodowan – Ronnie